# Communauté de communes du Val d'Issole
La communauté de communes du Val d'Issole regroupait 8 communes du département du Var.
En 2017, la nouvelle Communauté d'agglomération de la Provence Verte est constituée à partir des trois communauté de communes Comté de Provence,Sainte-Baume Mont-Aurélien et du Val d'Issole.

## Composition
Les communes concernées sont :
| Nom                         | Code Insee | Gentilé          | Superficie (km2) | Population (dernière pop. légale) | Densité (hab./km2) |
| --------------------------- | ---------- | ---------------- | ---------------- | --------------------------------- | ------------------ |
| La Roquebrussanne (siège)   | 83108      | Roquiers         | 37,05            | 2 540 (2014)                      | 69                 |
| Forcalqueiret               | 83059      | Forcalqueirois   | 10,33            | 2 755 (2014)                      | 267                |
| Garéoult                    | 83064      | Garéoultais      | 15,75            | 5 403 (2014)                      | 343                |
| Mazaugues                   | 83076      | Mazauguais       | 53,79            | 868 (2014)                        | 16                 |
| Méounes-lès-Montrieux       | 83077      | Méounais         | 40,92            | 2 125 (2014)                      | 52                 |
| Néoules                     | 83088      | Néoulais         | 25,08            | 2 612 (2014)                      | 104                |
| Rocbaron                    | 83106      | Rocbaronnais     | 20,28            | 4 718 (2014)                      | 233                |
| Sainte-Anastasie-sur-Issole | 83111      | Saintanastasiens | 10,71            | 1 882 (2014)                      | 176                |

## Démographie
| 2013   | 2014   |
| ------ | ------ |
| 22 401 | 22 903 |

## Budget et fiscalité
- Total des produits de fonctionnement : 606 000 €, soit 29 € par habitant
- Total des ressources d’investissement : 424 000 €, soit 1 € par habitant
- Endettement : 0 €, soit 0 € par habitant[2].

## Candidature de Besse-sur-Issole pour rejoindre la Communauté de communes du Val d'Issole
Besse-sur-Issole a manifesté son désir d'être rattachée au 1er janvier 2015 à la Communauté de communes du Val d'Issole alors qu'elle fait partie actuellement de la Communauté de communes Cœur du Var. Le 7 novembre 2014, les conseillers communautaires du Val d’Issole, à l'unanimité, ont refusé cette adhésion.